# Atletism la Jocurile Olimpice de vară din 2016 - 100 m (masculin)
Proba de 100 de metri masculin de la Jocurile Olimpice de vară din 2016 a avut loc în perioada 13-14 august pe Stadionul Olimpic.

## Sumar
Usain Bolt din Jamaica a intrat în competiție ca deținător al recordului mondial, campion olimpic, medalie obținută în 2012 și campion mondial la ediția din 2015. El a reușit să câștige și această ediție a Jocurilor Olimpice devenind primul atlet care câștigă această probă de trei ori. 

## Recorduri
Înaintea acestei competiții, recordurile mondiale și olimpice erau următoarele:
| Record  | Atlet            | Timp | Loc                    | Data           |
| ------- | ---------------- | ---- | ---------------------- | -------------- |
| Mondial | Usain Bolt (JAM) | 9.58 | Berlin, Germania       | 16 august 2009 |
| Olimpic | Usain Bolt (JAM) | 9.63 | Londra, Marea Britanie | 5 august 2012  |

## Program
Orele sunt ora Braziliei (UTC-3) 
| Data                     | Timp        | Etapă                     |
| ------------------------ | ----------- | ------------------------- |
| Sâmbătă, 13 august 2016  | 09:30 12:00 | Etapa preliminară Etapa 1 |
| Duminică, 14 august 2016 | 21:00 22:25 | Semifinale Finala         |

## Rezultate

### Etapa preliminară
În runda preliminară au intrat în competiție sportivii invitați să concureze și care nu au realizat timpul de calificare necesar. Sportivii care au realizat timpul de calificare au intrat direct în primul tur. Reguli de calificare: primii doi din fiecare serie (C) și următorii doi cu cel mai rapid timp (c) au avansat în Runda 1. 

#### Seria 1
| Loc | Culoar | Nume                   | Naționalitate     | Reacție        | Timp  | Note      |
| --- | ------ | ---------------------- | ----------------- | -------------- | ----- | --------- |
| 1   | 9      | Riste Pandev           | Macedonia         | 0.145          | 10.72 | (C), (SB) |
| 2   | 8      | Sudirman Hadi          | Indonezia         | 0.136          | 10.77 | (C)       |
| 3   | 4      | Mohammed Abukhousa     | Palestina         | 0.176          | 10.82 | (c)       |
| 4   | 5      | Holder da Silva        | Guineea-Bissau    | 0.165          | 10.97 |           |
| 5   | 6      | Wilfried Bingangoye    | Gabon             | 0.145          | 11.03 |           |
| 6   | 2      | Mohamed Lamine Dansoko | Guineea           | 0.145          | 11.05 |           |
| 7   | 7      | Abdul Wahab Zahiri     | Afganistan        | 0.170          | 11.56 |           |
| 8   | 3      | Richson Simeon         | Insulele Marshall | 0.136          | 11.81 | (SB)      |
|     |        |                        |                   | Vânt: −0,2 m/s |       |           |

#### Seria a 2-a
| Loc | Culoar | Nume               | Naționalitate   | Reacție        | Timp  | Note      |
| --- | ------ | ------------------ | --------------- | -------------- | ----- | --------- |
| 1   | 2      | Hassan Saaid       | Maldive         | 0.130          | 10.43 | (C)       |
| 2   | 6      | Siueni Filimone    | Tonga           | 0.155          | 10.76 | (C), (SB) |
| 3   | 7      | Luke Bezzina       | Malta           | 0.167          | 11.04 |           |
| 4   | 5      | Masbah Ahmmed      | Bangladesh      | 0.137          | 11.34 |           |
| 5   | 4      | Isaac Silafau      | Samoa Americană | 0.141          | 11.51 |           |
| 6   | 8      | John Ruuka         | Kiribati        | 0.178          | 11.65 |           |
| 7   | 3      | Hermenegildo Leite | Angola          | 0.145          | 11.65 |           |
|     |        |                    |                 | Vânt: +0,4 m/s |       |           |

#### Seria a 3-a
| Loc | Culoar | Nume                  | Naționalitate | Reacție        | Timp  | Note |
| --- | ------ | --------------------- | ------------- | -------------- | ----- | ---- |
| 1   | 7      | Rodman Teltull        | Palau         | 0.135          | 10.53 | (C)  |
| 2   | 6      | Jin Wei Timothee Yap  | Singapore     | 0.140          | 10.84 | (C)  |
| 3   | 3      | Mohamed Fakhri Ismail | Brunei        | 0.163          | 10.92 | (c)  |
| 4   | 4      | Ishmail Kamara        | Sierra Leone  | 0.146          | 10.95 |      |
| 5   | 5      | Kitson Kapiriel       | Micronezia    | 0.159          | 11.42 |      |
| 6   | 2      | Jidou El Moctar       | Mauritania    | 0.157          | 11.44 |      |
| 7   | 8      | Etimoni Timuani       | Tuvalu        | 0.143          | 11.81 |      |
|     |        |                       |               | Vânt: -0,3 m/s |       |      |

### Runda 1
Reguli de calificare: primii doi din fiecare serie (C) și următorii 8 atleți cu cel mai bun timp (c) se califică în semifinale.

#### Seria 1
| Loc | Culoar | Nume                  | Naționalitate              | Reacție        | Timp  | Note |
| --- | ------ | --------------------- | -------------------------- | -------------- | ----- | ---- |
| 1   | 3      | Kemarley Brown        | Bahrain                    | 0.146          | 10.13 | (C)  |
| 2   | 5      | Chijindu Ujah         | Marea Britanie             | 0.150          | 10.13 | (C)  |
| 3   | 7      | Marvin Bracy          | Statele Unite ale Americii | 0.155          | 10.16 | (c)  |
| 4   | 2      | Seye Ogunlewe         | Nigeria                    | 0.139          | 10.26 |      |
| 5   | 1      | Femi Ogunode          | Qatar                      | 0.170          | 10.28 |      |
| 6   | 8      | Sean Safo-Antwi       | Ghana                      | 0.145          | 10.43 |      |
| 7   | 9      | Reza Ghasemi          | Iran                       | 0.150          | 10.47 |      |
| 8   | 6      | Adrian Griffith       | Bahamas                    | 0.143          | 10.53 |      |
| 9   | 4      | Mohamed Fakhri Ismail | Brunei                     | 0.151          | 10.95 |      |
|     |        |                       |                            | Vânt: −1.2 m/s |       |      |

#### Seria a 2-a
| Loc | Culoar | Nume               | Naționalitate              | Reacție        | Timp  | Note |
| --- | ------ | ------------------ | -------------------------- | -------------- | ----- | ---- |
| 1   | 8      | Justin Gatlin      | Statele Unite ale Americii | 0.160          | 10.01 | (C)  |
| 2   | 7      | Daniel Bailey      | Antigua și Barbuda         | 0.153          | 10.20 | (C)  |
| 3   | 1      | Rondel Sorrillo    | Trinidad și Tobago         | 0.112          | 10.23 |      |
| 4   | 5      | Gerald Phiri       | Zambia                     | 0.146          | 10.27 |      |
| 5   | 9      | Lucas Jakubczyk    | Germania                   | 0.166          | 10.29 |      |
| 6   | 6      | Ogho-Oghene Egwero | Nigeria                    | 0.151          | 10.37 |      |
| 7   | 3      | Hua Wilfried Koffi | Coasta de Fildeș           | 0.166          | 10.37 |      |
| 8   | 2      | Rodman Teltull     | Palau                      | 0.133          | 10.64 |      |
| 9   | 4      | Riste Pandev       | Macedonia                  | 0.163          | 10.71 | (SB) |
|     |        |                    |                            | Vânt: +0.8 m/s |       |      |

#### Seria a 3-a
| Loc | Culoar | Nume                    | Naționalitate              | Reacție        | Timp  | Note      |
| --- | ------ | ----------------------- | -------------------------- | -------------- | ----- | --------- |
| 1   | 5      | Xie Zhenye              | China                      | 0.143          | 10.08 | (C), (PB) |
| 2   | 3      | Nickel Ashmeade         | Jamaica                    | 0.132          | 10.13 | (C)       |
| 3   | 6      | Hassan Taftian          | Iran                       | 0.150          | 10.17 | (c)       |
| 4   | 2      | Kim Collins             | Sfântul Cristofor și Nevis | 0.151          | 10.18 | (c)       |
| 5   | 4      | Abdullah Abkar Mohammed | Arabia Saudită             | 0.154          | 10.26 |           |
| 6   | 7      | Aziz Ouhadi             | Maroc                      | 0.158          | 10.34 |           |
| 7   | 9      | Kemar Hyman             | Insulele Cayman            | 0.160          | 10.34 |           |
| 8   | 8      | Darrell Wesh            | Haiti                      | 0.138          | 10.39 |           |
|     |        |                         |                            | Vânt: −0.1 m/s |       |           |

#### Seria a 4-a
| Loc | Culoar | Nume             | Naționalitate | Reacție        | Timp  | Note |
| --- | ------ | ---------------- | ------------- | -------------- | ----- | ---- |
| 1   | 3      | Andre De Grasse  | Canada        | 0.148          | 10.04 | (C)  |
| 2   | 9      | Aska Cambridge   | Japonia       | 0.137          | 10.13 | (C)  |
| 3   | 2      | Su Bingtian      | China         | 0.146          | 10.17 | (c)  |
| 4   | 1      | Jimmy Vicaut     | Franța        | 0.164          | 10.19 | (c)  |
| 5   | 7      | Churandy Martina | Olanda        | 0.142          | 10.22 |      |
| 6   | 5      | Emmanuel Matadi  | Liberia       | 0.146          | 10.31 |      |
| 7   | 8      | Julian Reus      | Germania      | 0.135          | 10.34 |      |
| 8   | 6      | Jamial Rolle     | Bahamas       | 0.145          | 10.68 |      |
| 9   | 4      | Sudirman Hadi    | Indonezia     | 0.122          | 10.70 |      |
|     |        |                  |               | Vânt: −0.5 m/s |       |      |

#### Seria a 5-a
| Loc | Culoar | Nume                | Naționalitate              | Reacție        | Timp              | Note |
| --- | ------ | ------------------- | -------------------------- | -------------- | ----------------- | ---- |
| 1   | 9      | Ben Youssef Meïté   | Coasta de Fildeș           | 0.145          | 10.03             | (C)  |
| 2   | 6      | Trayvon Bromell     | Statele Unite ale Americii | 0.165          | 10.13             | (C)  |
| 3   | 5      | Christophe Lemaitre | Franța                     | 0.150          | 10.16             | (c)  |
| 4   | 7      | Cejhae Greene       | Antigua și Barbuda         | 0.156          | 10.20             | (c)  |
| 5   | 8      | Keston Bledman      | Trinidad și Tobago         | 0.150          | 10.20             |      |
| 6   | 2      | Akeem Haynes        | Canada                     | 0.123          | 10.22             |      |
| 7   | 6      | Gabriel Mvumvure    | Zimbabwe                   | 0.131          | 10.28             |      |
| 8   | 3      | Hassan Saaid        | Maldive                    | 0.135          | 10.47             |      |
| –   | 4      | Siueni Filimone     | Tonga                      | N/A            | nu a luat startul |      |
|     |        |                     |                            | Vânt: +0.2 m/s |                   |      |

#### Seria a 6-a
| Loc | Culoar | Nume                      | Naționalitate              | Reacție        | Timp  | Note |
| --- | ------ | ------------------------- | -------------------------- | -------------- | ----- | ---- |
| 1   | 4      | Yohan Blake               | Jamaica                    | 0.154          | 10.11 | (C)  |
| 2   | 8      | Jak Ali Harvey            | Turcia                     | 0.159          | 10.14 | (C)  |
| 3   | 9      | Barakat Mubarak Al-Harthi | Oman                       | 0.155          | 10.22 |      |
| 4   | 2      | Mosito Lehata             | Lesotho                    | 0.151          | 10.25 |      |
| 5   | 6      | James Ellington           | Marea Britanie             | 0.145          | 10.29 |      |
| 6   | 3      | Henricho Bruintjies       | Africa de Sud              | 0.107          | 10.33 |      |
| 7   | 5      | Zhang Peimeng             | China                      | 0.121          | 10.36 |      |
| 8   | 7      | Antoine Adams             | Sfântul Cristofor și Nevis | 0.149          | 10.39 |      |
|     |        |                           |                            | Vânt: −0.8 m/s |       |      |

#### Seria a 7-a
| Loc | Culoar | Nume                 | Naționalitate      | Reacție        | Timp  | Note |
| --- | ------ | -------------------- | ------------------ | -------------- | ----- | ---- |
| 1   | 6      | Usain Bolt           | Jamaica            | 0.156          | 10.07 | (C)  |
| 2   | 3      | Andrew Fisher        | Bahrain            | 0.134          | 10.12 | (C)  |
| 3   | 7      | James Dasaolu        | Marea Britanie     | 0.171          | 10.18 | (c)  |
| 4   | 9      | Yoshihide Kiryu      | Japonia            | 0.150          | 10.23 |      |
| 5   | 2      | Shavez Hart          | Bahamas            | 0.139          | 10.28 | (SB) |
| 6   | 5      | Richard Thompson     | Trinidad și Tobago | 0.130          | 10.29 |      |
| 7   | 8      | Jahvid Best          | Sfânta Lucia       | 0.147          | 10.39 |      |
| 8   | 1      | Jurgen Themen        | Surinam            | 0.139          | 10.47 |      |
| 9   | 4      | Jin Wei Timothee Yap | Singapore          | 0.149          | 10.79 |      |
|     |        |                      |                    | Vânt: −0.4 m/s |       |      |

#### Seria a 8-a
| Loc | Culoar | Nume                  | Naționalitate              | Reacție        | Timp  | Note |
| --- | ------ | --------------------- | -------------------------- | -------------- | ----- | ---- |
| 1   | 4      | Akani Simbine         | Africa de Sud              | 0.124          | 10.14 | (C)  |
| 2   | 1      | Ryota Yamagata        | Japonia                    | 0.111          | 10.20 | (C)  |
| 3   | 7      | Aaron Brown           | Canada                     | 0.135          | 10.24 |      |
| 4   | 9      | Ramon Gittens         | Barbados                   | 0.162          | 10.25 |      |
| 5   | 2      | Solomon Bockarie      | Olanda                     | 0.127          | 10.36 |      |
| 5   | 5      | Vitor Hugo dos Santos | Brazilia                   | 0.157          | 10.36 |      |
| 7   | 6      | Kim Kuk-young         | Coreea de Sud              | 0.135          | 10.37 |      |
| 8   | 3      | Brijesh Lawrence      | Sfântul Cristofor și Nevis | 0.163          | 10.55 |      |
| 9   | 8      | Mohammed Abukhousa    | Palestina                  | 0.153          | 11.89 |      |
|     |        |                       |                            | Vânt: −1.3 m/s |       |      |

### Semifinale

#### Semifinala 1
| Loc | Culoar | Nume              | Naționalitate              | Reacție        | Timp  | Note      |
| --- | ------ | ----------------- | -------------------------- | -------------- | ----- | --------- |
| 1   | 3      | Jimmy Vicaut      | Franța                     | 0.131          | 9.95  | (C)       |
| 2   | 7      | Ben Youssef Meïté | Coasta de Fildeș           | 0.142          | 9.97  | (C), (RN) |
| 3   | 5      | Akani Simbine     | Africa de Sud              | 0.144          | 9.98  | (c)       |
| 4   | 9      | Jak Ali Harvey    | Turcia                     | 0.148          | 10.03 |           |
| 5   | 4      | Nickel Ashmeade   | Jamaica                    | 0.118          | 10.05 |           |
| 6   | 8      | Marvin Bracy      | Statele Unite ale Americii | 0.152          | 10.08 |           |
| 7   | 6      | Xie Zhenye        | China                      | 0.134          | 10.11 |           |
| 8   | 2      | Hassan Taftian    | Iran                       | 0.136          | 10.23 |           |
|     |        |                   |                            | Vânt: +0.2 m/s |       |           |

#### Semifinala a 2-a
| Loc | Culoar | Nume            | Naționalitate              | Reacție        | Timp  | Note       |
| --- | ------ | --------------- | -------------------------- | -------------- | ----- | ---------- |
| 1   | 6      | Usain Bolt      | Jamaica                    | 0.143          | 9.86  | (C), (SB)  |
| 2   | 5      | Andre De Grasse | Canada                     | 0.130          | 9.92  | (C), (PB)  |
| 3   | 9      | Trayvon Bromell | Statele Unite ale Americii | 0.128          | 10.01 | (c)        |
| 4   | 7      | Chijindu Ujah   | Marea Britanie             | 0.160          | 10.01 | (SB)       |
| 5   | 8      | Ryota Yamagata  | Japonia                    | 0.109          | 10.05 | (PB)       |
| 6   | 3      | Kim Collins     | Sfântul Cristofor și Nevis | 0.138          | 10.12 |            |
| 7   | 2      | Cejhae Greene   | Antigua și Barbuda         | 0.143          | 10.13 |            |
| –   | 4      | Andrew Fisher   | Bahrain                    | N/A            | (DS)  | start fals |
|     |        |                 |                            | Vânt: +0.2 m/s |       |            |

#### Semifinala a 3-a
| Loc | Culoar | Nume                | Naționalitate              | Reacție       | Timp              | Note |
| --- | ------ | ------------------- | -------------------------- | ------------- | ----------------- | ---- |
| 1   | 6      | Justin Gatlin       | Statele Unite ale Americii | 0.151         | 9.94              | (C)  |
| 2   | 4      | Yohan Blake         | Jamaica                    | 0.147         | 10.01             | (C)  |
| 3   | 9      | Christophe Lemaitre | Franța                     | 0.122         | 10.07             | (SB) |
| 4   | 3      | Su Bingtian         | China                      | 0.140         | 10.08             | (SB) |
| 5   | 5      | Kemarley Brown      | Bahrain                    | 0.152         | 10.13             |      |
| 6   | 2      | James Dasaolu       | Marea Britanie             | 0.145         | 10.16             |      |
| 7   | 7      | Asuka Cambridge     | Japonia                    | 0.135         | 10.17             |      |
| –   | 8      | Daniel Bailey       | Antigua și Barbuda         | N/A           | nu a luat startul |      |
|     |        |                     |                            | Vânt: 0.0 m/s |                   |      |

### Finala
| Loc | Culoar | Nume              | Naționalitate              | Reacție        | Timp  | Note |
| --- | ------ | ----------------- | -------------------------- | -------------- | ----- | ---- |
| 1   | 6      | Usain Bolt        | Jamaica                    | 0.155          | 9.81  | (SB) |
| 2   | 4      | Justin Gatlin     | Statele Unite ale Americii | 0.152          | 9.89  |      |
| 3   | 7      | Andre De Grasse   | Canada                     | 0.141          | 9.91  | (PB) |
| 4   | 9      | Yohan Blake       | Jamaica                    | 0.145          | 9.93  | (SB) |
| 5   | 3      | Akani Simbine     | Africa de Sud              | 0.128          | 9.94  |      |
| 6   | 8      | Ben Youssef Meïté | Coasta de Fildeș           | 0.156          | 9.96  | (RN) |
| 7   | 5      | Jimmy Vicaut      | Franța                     | 0.140          | 10.04 |      |
| 8   | 2      | Trayvon Bromell   | Statele Unite ale Americii | 0.135          | 10.06 |      |
|     |        |                   |                            | Vânt: +0.2 m/s |       |      |

## Legendă
RA Record african | AM Record american | AS Record asiatic | RE Record european | OCRecord oceanic | RO Record olimpic | RM Record mondial | RN Record național | SA Record sud-american | RC Record al competiției | DNF Nu a terminat | DNS Nu a luat startul | DS Descalificare | EL Cea mai bună performanță europeană a anului | PB Record personal | SB Cea mai bună performanță a sezonului | WL Cea mai bună performanță mondială a anului 